# 목함지뢰
목함지뢰(木函地雷, 영어: wooden-box mines) 또는 나무상자 지뢰(-箱子地雷)는 대인 살상용 지뢰의 한 종류로, 나무상자 안에 TNT 폭약과 같은 폭발물이 들어있는 지뢰이다. 러시아의 PMD-6, PMD-7, PMD-57 지뢰를 말한다. 북한이 러시아에서 수입했다. 작동 방식에 따라 '압력식', '인력해제식' 두 가지로 구분할 수 있다. '압력식'은 발목을 통해 밟았을 경우 폭발하는 방식이며, '인력해제식'은 나무 상자 뚜껑을 열거나, 혹은 줄을 건드리면 터지는 방식이다.

## 비교
비슷한 목함지뢰는 다음과 같다:
- Schu-mine 42,  독일
- PP Mi-D,  체코, Schu-mine 42의 카피
- PMD-6,  소련
- PMD-7,  소련
- PMD-57,  소련
- Type 59
- PMD-1

## 파생형
- PMD-6 - 오리지날 버전. 1939년 소련-핀란드 전쟁(겨울 전쟁)에서 최초로 사용되었다.
- PMD-6M - 좀 커졌다. 작동압력이 좀 높아져서, 지뢰 설치시에 보다 안전해졌다.
- PMD-6F - 제2차 세계대전 중인 1941년 레닌그라드 포위전에서 많이 사용되었다.
- PMD-7 - 좀 작아졌다.
- PMD-7ts
- PMD-57 - 최신형 대형 목함지뢰

## 모델

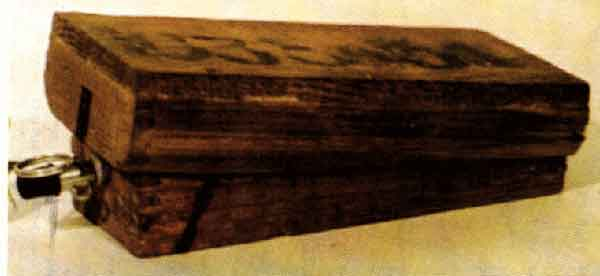
목함지뢰 중 한 종류인 PMD-6

1939년 겨울 전쟁에서 처음 사용된 PMD-6가 초기 모델이다.
|           | PMD-6     | PMD-6M | PMD-7         | PMD-7ts      | PMD-57 |
| --------- | --------- | ------ | ------------- | ------------ | ------ |
| 무게      | 400 g     | 400 g  | 약 400 g      | 400 g        |        |
| 폭약 무게 | 200 g     | 200 g  | 75 또는 200 g | 50 또는 75 g | 400 g  |
| 길이      | 198 mm    | 190 mm | 152 mm        | 152 mm       | 200 mm |
| 너비      | 85 mm     | 89 mm  | 76 mm         | 76 mm        | 100 mm |
| 높이      | 65 mm     | 65 mm  | 51 mm         | 51 mm        | 80 mm  |
| 작동 압력 | 1 ~ 10 kg | 6 kg   | 1 ~ 9 kg      | 1 ~ 9 kg     | 19 kg  |

PMD 계열 외에도 Schu-mine 42, PP Mi-D, Type 59와 같은 목함지뢰들도 있다.

## 조선민주주의인민공화국의 목함지뢰
대한민국 국방부가 2010년 7월 30일 강화도에서 발견한 목함지뢰는 가로 20 cm, 세로 9 cm, 높이 4cm의 나무 상자 형태이다. 이 상자 안에는 약 200g의 폭발물이 들어 있었다. 상자 겉면에는 러시아어 '뜨로찔'(러시아어: троти́л, trotil)이라고 적혀있으며, 이는 TNT를 뜻하는 조선민주주의인민공화국 방언이다. 2010년 8월 6일까지 발견한 목함지뢰는 모두 86발이다.

### 발견시 대처법
전방, 경기도, 강원도 지역에서 목함을 발견하면 목함지뢰이니 신고해야 한다. 이 경우 조선인민군 측에서 유실하여 발견될 가능성이 높다. 또한 외관이 목재이기에 부력이 있다. 이 때문에 홍수나 집중호우시 민통선 혹은 북한강이나 임진강 상류에서 떠내려 올 수 있다. 만일 나무상자를 발견하거든 절대 손으로 만지거나 발로 밟지 말고 경찰서나 인근 군부대에 신고해야 한다.

## 같이 보기
- 지뢰
- 나뭇잎 지뢰
- M14 지뢰 - 북한의 목함지뢰에 대응해, 한국, 미국이 사용하는 발목지뢰